# 藺相如

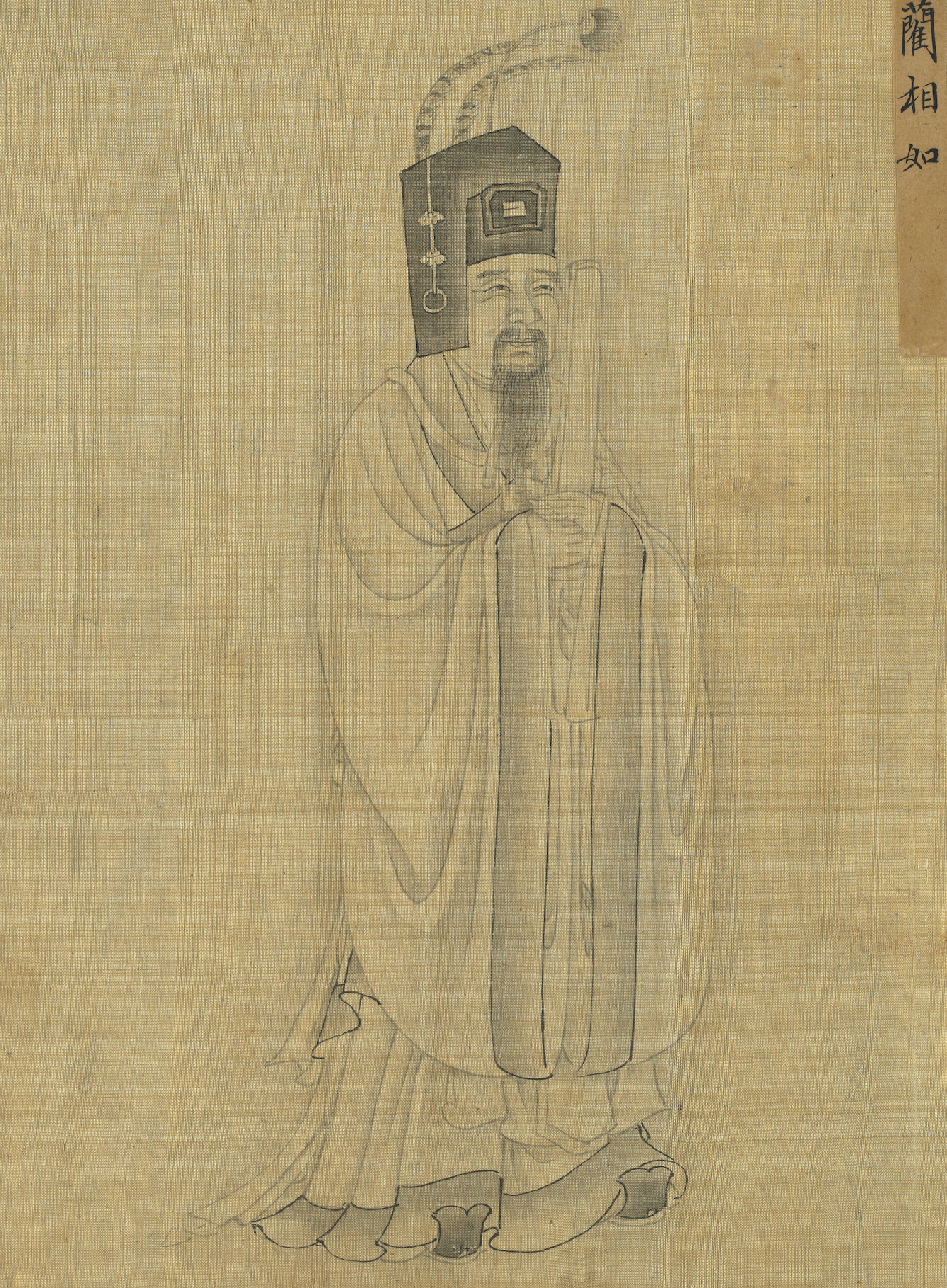
藺相如（聖君賢臣全身像冊）

藺 相如（りん しょうじょ、りん そうじょ 拼音: Lìn Xiāngrú、生没年不詳）は、中国の戦国時代の末期に趙の恵文王の家臣。「完璧」や「刎頸の交わり」の故事で知られる。

## 生涯
『史記』「廉頗・藺相如列伝」によると、もとは恵文王の宦官繆賢の食客であった。

### 完璧帰趙
趙の宝物「和氏の璧」を巡り、秦が璧と自国の十五城との交換を申し出てきた。和氏の璧が天下に知られた名宝とはいえ、十五城といえば小国にも匹敵する程であり、条件としては良いが、相手は常に侵略の機を狙っている強国秦。実態はただの口約束で、宝物を要求しているだけである可能性が高い。ただ宝物を渡せば、自ら秦の属国と認めるようなものである。屈辱的であり、諸国にも恥を晒すことになる。無論そんな気などないが、断れば「これほどの好条件を無下にした。無礼である」と侵攻の口実を与える。
趙の恵文王は群臣に計ったが、議論百出して全くまとまらず、更にこのような交渉に使者として出向くのは虎穴に入るようなことで、誰も使者の任へ名乗り出なかった。恵文王は困り果てたが、そのとき繆賢が恵文王に「自分の客人に藺相如という知勇兼備の者が居ります」と申し出、彼についての逸話を語った。
あるとき繆賢は罪を犯して恵文王の怒りを買い、処罰を恐れて燕へ亡命しようとした。すると、食客だった藺相如が「御主人様、何故燕へ逃れるのですか」と聞いてきた。繆賢は「以前に燕王と会ったことがあるが、そのとき私の手を握って友人になりたいと願ってきた。きっと快く迎えてくれるだろう」と答えたが、藺相如はこれに対し、「それは間違いです。燕は弱小国であり、比べれば趙は強国です。燕王があなたと友になりたいと願ったのは、あなたが強国である趙の王様の寵愛を受けていればこそ。寵愛を失い不興を買った貴方が燕に行っても、燕王は匿うどころか捕らえて送り返すでしょう」と言った。その言のもっともなことに繆賢は狼狽したが、続いて藺相如は「ここはいっそ自ら処刑台に乗り、進んで趙王様に罰を請えば、幸いに許されるかもしれません」と勧めた。繆賢はこの言葉に従い、果たしてその通りに許され、信頼を取り戻したのである。
この話に納得した恵文王は藺相如を呼び、この国難にあたっていかにすべきかを問うた。藺相如は「秦は強く趙は弱い、受けざるを得ないでしょう。話を受ける形にして、何かあった際の非は秦にあるようすべきです」と答えた。恵文王が「だが璧を奪われ、城を渡されなかったらどうする。それに任せられる使者が居ない」と言ったのに対し、「使者が居ないのなら私が秦に出向き、城を受け取れなければ『璧を完うして帰ります』（璧を全く損ねることなく帰る＝必ず持ち帰るの意、「完璧」の語源）」と申し出、交渉役に抜擢された。
藺相如は秦都咸陽へ入り、秦の昭襄王と対面する。そして和氏の璧を渡すが、受け取ったとたん寵姫や群臣に見せびらかし続け、城の話をする気配が無い昭襄王の態度に、城を渡す気が全く無いと判断した藺相如は、「実は小さい傷があるのです。よろしければお教えいたしましょう」と近寄って璧を奪い取り、柱の側へ駆け寄った。そして、冠を突き上げる程に髪を逆立てた凄まじい怒りの形相で、「趙では疑う意見が多かったが、『簡素な服の者（＝庶民）の間ですら欺くのを恥とするのに、ましてや大国が欺くなど』との私の言を趙王様は入れられ、大国秦に敬意を払い5日間身を清め和氏の璧を渡された。この趙王様の信義に対し、秦王様は余りにも非礼で粗雑な扱い。もはや璧も自分の頭もこの柱で叩き割ってくれる」と言い放った。昭襄王はあわてて地図を持ってこさせ、15城の話をしたが、それは上辺だけで城を渡す気が無いと見た藺相如は、昭襄王に宝物を受ける際の儀式として5日間、身を清めるよう要求した。そしてその間、従者に璧を持たせ密かに趙へ帰らせる一方、自らは残って時間を稼いだ。
そして5日後、身を清め終えた昭襄王が和氏の璧はどうしたかと問うと、藺相如は「歴代の秦の王において、約束を固く守った王を聞きません。秦王様に城を渡すつもりが無いように見えたので、欺かれることを恐れて既に趙へ持ち帰らせました。十五城を先に渡せば、趙が璧を惜しむことなどありません。しかし重ね重ねの無礼の償いとして、私には死罪を賜りたい」と述べた。群臣はこの者を処刑すべしと思ったが、藺相如の剛胆さに感嘆した昭襄王は「殺したところで何も得られず、趙の恨みを買うだけである」とこれを許し、璧も城も渡さないということで収まり、藺相如も饗された後に無事帰国した。趙では、恵文王が秦から帰って来る藺相如の遺体を国葬で迎えようと準備していたが、生きて帰ってきたことを喜び、使者のために仮の家臣としていたのを正式に自らの家臣とした。藺相如は胆力と知恵だけを武器に、強国秦に一歩も退かずに璧を守り通し、趙の面子も保ったのである。正しく「完璧」（中国語では「完璧帰趙」）な対処といえよう。

### 黽池の会
紀元前279年、秦から恵文王に黽池（べんち、現在の河南省三門峡市澠池県）で両国の友好を祝おう、という招きがあった。
しかし、黽池は秦の国内、しかも趙との国境から遠く離れており、万一のことがあっても軍を送って救援することが出来ない。しかし祝宴とあっては、大量の兵を連れて行く訳にもいかない。そもそも秦は、和氏の璧の件でも現れているように信用できない国であり、たびたび趙へ侵攻をして城を奪っていた。威を持って屈辱を味わわせられるだけでなく、無事帰られるかどうかさえ危ぶまれるところで、恵文王は恐れて行きたくないと言ったが、廉頗などは「行かなければ趙は弱く卑屈だと思われ、秦を更に増長させ、諸侯にも侮れられます」と諌め、藺相如はこれに同行した。
恵文王の一行は趙を離れ、黽池へ向かう。この際、三十日で帰国しなければ太子を王として立てて敵討ちをする、と確認するほどの覚悟が必要であり、相当の懸念があったことがうかがえる。
そして黽池で祝宴が開かれたが、その席で秦の昭襄王は恵文王に対して「趙王殿は音楽がお好きだと聞いている。両国の友好を祝し、瑟を弾いて頂きたい」と要望した。それが三度に渡り、恵文王は已む無く一曲引いたが、その直後、昭襄王は記録官に命じて国史に『秦王、趙王に瑟を弾かせた』と記載させた。
これを、秦は趙を臣下どころか楽士（宴会などで音楽を弾く使用人）扱いし見下そうとしている、と見た藺相如は昭襄王に歩み寄り、缻を差し出して、「秦では宴席で缻を叩き歌うと聞いています。両国の友好を祝し、叩いて頂きたい」といった。確かに秦にはそのような風習があったが、中原諸国では下品とされる行為であり、また王に命じるとは無礼だと昭襄王は憤った。しかし藺相如は全く動じず、「私と秦王様との距離は僅か五歩。私の首を撥ね、その血を秦王様に注ぎましょうか」と、暗に「断るならば、ここであなたを道連れに死ぬ」と脅した。昭襄王の左右にいた護衛は無礼者を切り捨てようとしたが、藺相如が一度凄むと動けなかった。その気迫の凄まじさに昭襄王は已む無く缻を1回叩いた。すかさず藺相如は記録官に命じ、国史に『趙王、秦王に缻を叩かせた』と記載させ、「秦王様のおかげで祝宴は盛り上がりました」と喜んだ。
その後、秦の臣が恵文王に「我が王の長寿を祝し、貴国の十五城を我が王に献上してはいかが」と言ったが、すかさず藺相如は「貴国こそ我が王の長寿を祝し、咸陽を献上してはいかが」と言い返した。十五城に対し一城とはいえ、咸陽は秦の都である。当然ながら無理難題であり、言い出した秦の臣は黙ってしまった。
藺相如は終始この様にして機転を利かせ、常にやり返したので、最後まで秦は趙を格下扱いに出来なかった。趙へ戻る際も警戒を怠らなかったので、秦は手出しできず、恵文王達は無事帰国できた。こうして藺相如は秦に外交の対等の儀礼を守らせ、趙王の身を守り、さらに趙の面子も守ったのである。

### 刎頸の交わり
藺相如はこれらの功績により上卿（大臣級）に任命されたが、歴戦の勇将廉頗は彼の異例の出世を妬み、誰彼構わず藺相如への不満を漏らし「儂は趙の将となって以来、野戦攻城に大功がある。藺相如は、舌先だけでその儂の上と成った。元は卑しい身分なのにだ。その下に居ることなど我慢ならぬ。奴めを見たら必ず辱めてやる」と言い続けた。叩き上げの軍人で、常に戦場で生死を晒しながら秦の侵攻を防いできた実績と自負のある彼は、元々宦官の食客であり武勲も無く弁舌だけで自分と同格、更に位は上に成り上がったことが気に入らなかったのである。また辱めるのも実直な廉頗のこと、実際に行うであろうことは想像に難くない。藺相如はこれを知って、廉頗と会わぬように病気と称して屋敷に篭り、宮中に参内するときも廉頗が居ない日を見計らうようにしていた。
ある日、車で外へ出た藺相如は道で廉頗と偶然会いそうになり、すかさず脇に隠れた。その夜、藺相如の従者一同から折り入って話があると申し入れられた。そこで藺相如は「我々が親戚縁者の下を離れあなたに仕えるのは、あなたの高義を慕っているからである。しかし、今日の主人の行いは匹夫（取るに足らない男）でさえも恥じ入るような行いであるのに、全く恥じるそぶりもない。最早仕えることは出来ない」と従者達に告げられる。これを聞いた藺相如は「お前達、廉頗将軍は秦王より恐ろしいか」と聞き、従者達は「（廉頗将軍は）及ばないでしょう」と言った。藺相如は「私はその秦王を叱りつけ、居並ぶ秦の群臣たちを辱めたのだ。この相如、大したものではないとはいえ、廉頗将軍を恐れる訳があろうか。思うにあの秦が趙を攻め切れていないのは、私と廉頗将軍が健在であるからこそだ。いま私と将軍が戦えば、両虎相討つようにどちらも生きるということはない。私がこのような行動をとるのは、国家の危急を個人の諍いよりも優先するからだ」と答えた。すなわち、趙を秦の脅威から守るため、自分と廉頗の仲が決定的に悪くなるのを避けていた。それがたとえ恥と思い思われるようなことであっても、というのである。従者達は、その深い思慮と器量に大いに感じ入り、頭を下げた。
この話は宮中でも噂となり、これを聞いた廉頗は心打たれ、自らを恥じて藺相如の屋敷を訪れた。そして藺相如の前に肌脱ぎして座し、背負っていた茨の鞭を差し出して「藺相如殿、この愚か者は貴方の大きなお心を知らず無礼をしてしまった。この鞭で気の済むまでこの身をお打ちあれ。しかし貴方に今まで与えた屈辱を考えれば、それでも足りようか」と贖罪を請うた。これに対し藺相如は「何を仰せられます、将軍が居てこその趙国です」と快く許した。更に心打たれた廉頗は「貴方にならばこの首を刎ねられても悔いはござらぬ」と誓い、藺相如も「私も将軍のためならば、喜んでこの首を差し出しましょう」と誓った。こうして二人は互いのために頸（首）を刎ねられても悔いはないとする誓いを結んだ。これが「刎頸の交わり」「刎頸の友」の故事の由来である。
秦は藺相如と廉頗が健在の間は趙を攻めなかった。両名は政治と軍事のまさしく国家という車の両輪であり、その才と絆の強固さに手出しが出来なかったのである。

### 晩年
しかし年月が経ち、藺相如が病に倒れ、廉頗も老い、恵文王から孝成王の代へ変わった後に、秦は王齕将軍に趙侵攻を命じる。趙は廉頗を総大将として迎撃に出、長平の戦いが起きる。ここで老将廉頗は兵数は大きく劣るながらも強力な秦軍を見て、籠城戦に切り替えた。精兵相手に決戦を挑めば危険性が高いが、数に勝る上で籠城戦ならば負けようがない。更に相手は遠征軍であり、長引かせるだけで有利となるからである。秦軍は何度も挑発してよく攻めたが、廉頗は全く動じなかった。
これに手を焼いた秦軍は、孝成王を策にかけ、趙の総大将を名将趙奢の息子で名声は高いものの実戦経験の無い趙括に変えさせるよう仕向けた。藺相如はこの話を聞くや死期が迫った病身を押して参内し、孝成王に「王は名声のみで趙括を用いられようとしていますが、それは琴柱に膠して弾くようなもの。趙括は名将だった趙奢の書をよく読んでいるだけに過ぎず、実戦ではその時々に合わせ変化させなければならないということを知りません」と趙括の実戦経験と応用力の無さを説き、廉頗の解任を止めるよう進言したが、聞き入られず、趙軍の総大将は交代した。
若い趙括は敵の挑発に乗り、優勢な兵力で秦軍を一気に討つべく全軍を率いて城を出る。そして、総大将が趙括に代わることを聞き、密かに王齕に代わり秦軍の総大将になっていた名将白起に、戦術の裏を悉くかかれて散々に打ち破られ、自らを含めて45万人もの兵士を失うこととなった。慌てた趙王は領土を割譲する和議を結ぶ。
その後、藺相如は病死した。また、廉頗はしばらく趙を支え秦に侵攻させなかったが、悼襄王とうまく行かず、その後魏や楚へ亡命することになった。そして、名臣・名将と大量の兵力を失った趙は弱体化し、連年秦に侵攻され、幾度かはそれに耐えるが、ついに滅亡することになる。

## 評価
司馬遷は『史記』廉頗藺相如列伝の中で、藺相如のことを文武知勇の将と賞している。
また、司馬遷は廉頗藺相如列伝の結びで、「『死を知れば必ず勇なり』だが、死ぬことが難しいのではない。死に処することが難しいのだ。相如が璧を奪い取り柱の側で睨みつけ、秦王とその左右を一喝した時、その先には誅殺があった。しかしながら、士は臆病であってもあえて出さない。相如が一度気を発すれば、敵国にまで及ぶほどなのに、廉頗には譲り、その名は泰山よりも重いものとなった。この知勇の処しようは、言葉にすることができない」と語っている。

## 後世の逸話
都の督軍が薛悌と論争したとき、薛悌を名前で呼んで怒鳴りつけた。
高堂隆は剣の柄に手をかけて督軍を叱り、「昔、魯の定公が侮辱されたとき、仲尼(孔子)は階段を上がってたしなめ、趙王が秦の琴を弾かされたとき、藺相如は秦王に缶(かめ。打楽器として使う。)を叩かせた。
下臣を前にして主君を名前で呼べば、道義では討ち果たすことになっている。」督軍は真っ青になり、薛悌は慌てて起(た)ち上がり彼を引き留めた。